# بيت ابوعلى (الشغادرة)

تعديل مصدري - تعديل

بيت ابوعلى هي إحدى قرى عزلة المسواح بمديرية الشغادرة التابعة لمحافظة حجة، بلغ تعداد سكانها 342 نسمة حسب تعداد اليمن لعام 2004.